# 31313
『31313』（さいさいさん）は、SILENT SIRENの6枚目のオリジナル・アルバム。平成最後のサイサイの日にあたる平成31年3月13日にEMI Recordsから発売された。

## 収録曲
1. 恋のエスパー
作詞 すぅ 作曲 クボナオキ
2. 無重力ダンス
作詞 すぅ 作曲 すぅ クボナオキ
3. Go Way!
作詞 すぅ 作曲 すぅ クボナオキ
4. ALC.Monster
作詞 あいにゃん 作曲 クボナオキ
5. 天下一品のテーマ
作詞 ひなんちゅ 作曲 クボナオキ
6. クリームソーダ
作詞 すぅ 作曲 クボナオキ
7. REBORN
作詞 すぅ 作曲 クボナオキ
8. 卒業
作詞 すぅ 作曲 クボナオキ
9. 19 summer note.
作詞 すぅ 作曲 すぅ クボナオキ
10. Attack
作詞 すぅ 作曲 クボナオキ
11. 渇かない涙
作詞 ゆかるん 作曲 すぅ
12. Letter
作詞 ひなんちゅ 作曲 ひろせひろせ
13. Happy Song For You
作詞 すぅ 作曲 クボナオキ